# Kedvesem
Singles de ByeAlex
Te vagy
(2012)
Singles représentant la Hongrie au Concours Eurovision de la chanson
Sound of Our Hearts
(2012)
Kedvesem (en français, « Chérie ») est une chanson du chanteur hongrois ByeAlex. Elle est surtout connue pour être la chanson qui représente la Hongrie au Concours Eurovision de la chanson 2013 à Malmö en Suède. La chanson fut en compétition lors de la deuxième demi-finale le 16 mai 2013 où elle a obtenu une place en finale qui aura lieu le 18 mai.

## Genèse et sortie
Kedvesem est diffusée pour la première fois sur la chaîne YouTube de ByeAlex le 14 novembre 2012. Le titre sort sur iTunes le 18 novembre 2012.

### A Dal 2013
ByeAlex interprète sa chanson dans la sélection hongroise pour l'Eurovision, A Dal 2013. Il se qualifie pour la finale qu'il remporte et représente donc son pays au concours. Toutefois, la version interprétée lors du Concours Eurovision sera le Zoohacker Remix.

## Liste des pistes
Téléchargement
1. Kedvesem - 3 min 24
2. Kedvesem (Zoohacker Remix) - 3 min 09
3. One For Me - 3 min 24

## Classements
| Classements (2013)      | Meilleure position |
| ----------------------- | ------------------ |
| Hongrie (Rádiós Top 40) | 1                  |
| Hongrie (Single Top 40) | 1                  |